# Batalla de Santiago (fútbol)
Se conoce como Batalla de Santiago (en italiano: Battaglia di Santiago) al partido jugado entre las selecciones de Chile e Italia, el 2 de junio de 1962, en el Estadio Nacional de la ciudad de Santiago (Chile) durante la Copa Mundial de Fútbol de 1962. Fue un encuentro violento, con muchos golpes y agresiones entre los jugadores de ambos equipos, por lo cual los Carabineros tuvieron que intervenir en cuatro ocasiones. El partido terminó con dos jugadores italianos expulsados. Chile ganó por 2 a 0 y se clasificó para los cuartos de final. Este hecho le permitió al árbitro Ken Aston, un tiempo después, graduar el uso de la tarjeta penal por sus tipos de faltas.

## Antecedentes
En 1956 Chile fue elegido para ser sede de la Copa Mundial de 1962 cuando era un país subdesarrollado y enfrentó el terremoto de Valdivia de 1960 —el más potente registrado instrumentalmente en la historia universal con una magnitud de 9,5 MW—. Debido a estas razones, la organización del torneo fue austera en comparación a los eventos antecesores realizados en Europa: Suiza 1954 y Suecia 1958.
El sorteo del Mundial había determinado que el Grupo 2 estaría compuesto por la selección local, Italia, Suiza y Alemania. El resultado fue considerado adverso por los sudamericanos, puesto que tendrían que enfrentarse a tres selecciones europeas importantes, dos de las cuales habían obtenido el campeonato mundial. A esto se sumaba el hecho de que Chile no registraba participación desde Brasil 1950.
En el primer partido del torneo, Chile logró derrotar al combinado helvético por 3:1, mientras italianos y germanos habían empatado 0:0.

### El país de «todos los males posibles»
Durante la candidatura de Chile para celebrar el Mundial, los periodistas italianos Antonio Ghirelli y Corrado Pizzinelli escribieron una nota para el periódico Il Resto del Carlino de Bolonia hablando sobre la precaria situación de Santiago de Chile. El titular era: «Santiago, el confín del mundo: la infinita tristeza de la capital chilena» (en italiano: Santiago, i confini del mondo: l'infinita tristezza della capitale cilena).

Desde que estoy en Chile tengo la curiosa sensación de llevar el mundo sobre mis espaldas. Se le siente encima igual que la tristeza de los habitantes, y ello provoca un malestar curioso que se agrava por los enormes saltos de temperatura [...] La sangre se torna torpe y parece faltar en las venas, y después de permanecer algún tiempo en Chile uno se siente extraño a todo y a todos. El virus de la lejanía más abandonada, más solitaria, más anónima, se mete en el ánimo de todos y creo que ello incidirá en el estado anímico de los atletas.

En vano los chilenos, como para consolar a los italianos, dicen que Santiago se parece a Turín [...] Y ello tal vez para tratar de hacer olvidar la realidad de ésta capital, que es el símbolo triste de uno de los países subdesarrollados del mundo y afligido por todos los males posibles: desnutrición, prostitución, analfabetismo, alcoholismo, miseria... Bajo estos aspectos Chile es terrible y Santiago su más doliente expresión, tan doliente que pierde en ello sus características de ciudad anónima.
Extracto del texto de Il Resto del Carlino

El reportaje también mencionaba que «los teléfonos no funcionan, los taxis son tan raros como los maridos fieles, un cable a Europa cuesta un brazo y una pierna y una carta tarda cinco días en llegar». Así mismo, menciona que «Chile es un país pequeño, orgulloso y pobre. Accedió a organizar esta Copa Mundial de la misma forma que Mussolini accedió a enviar a nuestra fuerza aérea a bombardear Londres (no llegaron). La ciudad capital tiene 700 habitaciones de hotel. Barrios enteros han sido entregados abiertamente a la prostitución. Este país y su gente están orgullosamente miserables y retrasados».
La nota provocó indignación en los medios de comunicación chilenos. Posteriormente, fue reproducida por El Mercurio días antes del partido entre ambos seleccionados, enardeciendo el ambiente en contra del conjunto visitante. Varios medios chilenos contraatacaron. El periódico Las Últimas Noticias describió a los italianos como fascistas, mafiosos, hipersexualizados y drogadictos (esto último a raíz de un escándalo reciente de dopaje que involucraba a algunos jugadores del Inter de Milán). Mientras tanto, el periódico chileno El Mercurio mencionó que

Nosotros también vimos la pobreza en el sur de Italia (durante la gira de la selección por Europa), pero preferimos hablar de las maravillas de Venecia y Florencia.
Nota en el periódico El Mercurio, 1962

Los periodistas involucrados se vieron obligados a salir del país, mientras que un periodista argentino fue golpeado al ser confundido con uno de los periodistas involucrados.

## Partido

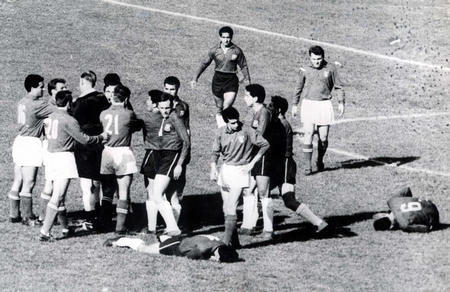
Enfrentamiento en la cancha con dos jugadores chilenos en el suelo.

Conscientes de que el ambiente sería duro, los jugadores de Italia entraron a la cancha lanzando ramos de claveles blancos a las 66 000 personas presentes en el Estadio Nacional de Chile como intento de amainar los ánimos del público asistente. Como respuesta, junto con lanzar los claveles de vuelta a los futbolistas italianos en símbolo de rechazo, la multitud provocó una estruendosa silbatina y las pifias llenaron el recinto. Se dice que el jugador estrella del equipo italiano, Omar Sívori, consciente de la situación, se habría negado a participar en la formación inicial.
El partido comenzó y de inmediato se notó el estilo de juego «a la italiana», con una presión constante y a ratos violenta. La primera falta fue ocasionada a los doce segundos de juego. A los siete minutos, un violento golpe del delantero Giorgio Ferrini al chileno Honorino Landa provocó la primera expulsión por parte del árbitro inglés Ken Aston (quien inventaría posteriormente las tarjetas amarilla y roja). Ferrini se negó a abandonar la cancha, lo que motivó la intervención de personal de Carabineros de Chile, procediendo a su arresto.
Sin embargo, bastarían minutos para que el mismo Landa cometiese una falta notoria, siendo perdonado por el árbitro. El partido comenzaría a desarrollarse lentamente debido a que continuamente se detenía producto de una falta que provocaba discusiones y disputas entre los jugadores.
En el minuto 38 del primer tiempo se produjo el enfrentamiento más recordado de la jornada. Leonel Sánchez (hijo de Juan Sánchez, campeón chileno de boxeo) desbordó por el costado izquierdo de la cancha siendo marcado por Mario David, provocando la caída al piso de Leonel. Mientras el chileno estaba en el suelo, David lo golpeó repetidamente, lo que provocó la furia de Sánchez, que se levantó y propinó un golpe con su puño izquierdo a David. Ninguna de las dos acciones fue sancionada por el juez Aston. Minutos después, en pleno juego, David le propinó una patada voladora en el cuello a Sánchez, que quedó inmóvil en el suelo, siendo inmediatamente expulsado por Aston.
Al regresar al segundo tiempo, Chile mejoró su juego y, a los 74', un tiro de Sánchez rebotó en el arquero Carlo Mattrel, quien no logró despejar, y finalmente anotó Jaime Ramírez. Un minuto después, un tiro gol de Landa fue anulado por estar fuera de juego. Y a los 88' un tiro de Jorge Toro, a más de 30 metros de distancia, se insertó en el arco italiano decretando el 2:0. Una nueva falta contra Landa permitió al árbitro Aston terminar con el partido a los 90' exactos. El estadio estalló de alegría pues Chile aseguraba su clasificación a la segunda ronda.

### Jugadores
| 1  | POR | Misael Escuti       |         |  |
| 2  | DEF | Luis Eyzaguirre     |         |  |
| 3  | DEF | Raúl Sánchez        |         |  |
| 4  | DEF | Sergio Navarro      |         |  |
| 5  | DEF | Carlos Contreras    | Capitán |  |
| 6  | MED | Eladio Rojas        |         |  |
| 8  | MED | Jorge Toro          |         |  |
| 7  | DEL | Jaime Ramírez Banda |         |  |
| 9  | DEL | Honorino Landa      |         |  |
| 10 | DEL | Alberto Fouillioux  |         |  |
| 11 | DEL | Leonel Sánchez      |         |  |
| DT | DT  | Fernando Riera      |         |  |

| 12 | POR | Vito Fassano         |         |  |
| 4  | DEF | Sandro Salvadore     |         |  |
| 16 | DEF | Enzo Robotti         |         |  |
| 18 | DEF | Mario David          | 41'     |  |
| 19 | DEF | Francesco Janich     |         |  |
| 20 | MED | Paride Tumburus      |         |  |
| 21 | MED | Giorgio Ferrini      | 7'      |  |
| 7  | DEL | Bruno Mora           |         |  |
| 8  | DEL | Humberto Maschio     | Capitán |  |
| 9  | DEL | José Altafini        |         |  |
| 11 | DEL | Giampaolo Menichelli |         |  |
| DT | DT  | Paolo Mazza          |         |  |

| 12 | POR | Adán Godoy       |  |
| 13 | DEF | Sergio Valdés    |  |
| 14 | DEF | Hugo Lepe        |  |
| 15 | DEF | Manuel Rodríguez |  |
| 16 | DEF | Humberto Cruz    |  |
| 17 | MED | Mario Ortiz      |  |
| 18 | MED | Mario Moreno     |  |
| 19 | MED | Braulio Musso    |  |
| 20 | DEL | Carlos Campos    |  |
| 21 | DEL | Armando Tobar    |  |
| 22 | POR | Manuel Astorga   |  |

| 1  | POR | Lorenzo Buffon      |  |
| 2  | DEF | Giacomo Losi        |  |
| 3  | DEF | Luigi Radice        |  |
| 5  | DEF | Cesare Maldini      |  |
| 6  | MED | Giovanni Trapattoni |  |
| 10 | DEL | Omar Sívori         |  |
| 13 | POR | Enrico Albertosi    |  |
| 14 | DEL | Gianni Rivera       |  |
| 15 | DEL | Angelo Sormani      |  |
| 17 | DEL | Ezio Pascutti       |  |
| 22 | DEF | Giacomo Bulgarelli  |  |

|  | 74' | Jaime Ramírez Banda |
|  | 88' | Jorge Toro          |

|  | 7'  | Giorgio Ferrini |
|  | 41' | Mario David     |

| Árbitro             | Ken Aston              |
| Árbitros asistentes | Fernando Buergo Elcuaz |
| Árbitros asistentes | Leo Goldstein          |

| 1  | POR | Misael Escuti       |         |  |
| 2  | DEF | Luis Eyzaguirre     |         |  |
| 3  | DEF | Raúl Sánchez        |         |  |
| 4  | DEF | Sergio Navarro      |         |  |
| 5  | DEF | Carlos Contreras    | Capitán |  |
| 6  | MED | Eladio Rojas        |         |  |
| 8  | MED | Jorge Toro          |         |  |
| 7  | DEL | Jaime Ramírez Banda |         |  |
| 9  | DEL | Honorino Landa      |         |  |
| 10 | DEL | Alberto Fouillioux  |         |  |
| 11 | DEL | Leonel Sánchez      |         |  |
| DT | DT  | Fernando Riera      |         |  |

| 12 | POR | Vito Fassano         |         |  |
| 4  | DEF | Sandro Salvadore     |         |  |
| 16 | DEF | Enzo Robotti         |         |  |
| 18 | DEF | Mario David          | 41'     |  |
| 19 | DEF | Francesco Janich     |         |  |
| 20 | MED | Paride Tumburus      |         |  |
| 21 | MED | Giorgio Ferrini      | 7'      |  |
| 7  | DEL | Bruno Mora           |         |  |
| 8  | DEL | Humberto Maschio     | Capitán |  |
| 9  | DEL | José Altafini        |         |  |
| 11 | DEL | Giampaolo Menichelli |         |  |
| DT | DT  | Paolo Mazza          |         |  |

| 12 | POR | Adán Godoy       |  |
| 13 | DEF | Sergio Valdés    |  |
| 14 | DEF | Hugo Lepe        |  |
| 15 | DEF | Manuel Rodríguez |  |
| 16 | DEF | Humberto Cruz    |  |
| 17 | MED | Mario Ortiz      |  |
| 18 | MED | Mario Moreno     |  |
| 19 | MED | Braulio Musso    |  |
| 20 | DEL | Carlos Campos    |  |
| 21 | DEL | Armando Tobar    |  |
| 22 | POR | Manuel Astorga   |  |

| 1  | POR | Lorenzo Buffon      |  |
| 2  | DEF | Giacomo Losi        |  |
| 3  | DEF | Luigi Radice        |  |
| 5  | DEF | Cesare Maldini      |  |
| 6  | MED | Giovanni Trapattoni |  |
| 10 | DEL | Omar Sívori         |  |
| 13 | POR | Enrico Albertosi    |  |
| 14 | DEL | Gianni Rivera       |  |
| 15 | DEL | Angelo Sormani      |  |
| 17 | DEL | Ezio Pascutti       |  |
| 22 | DEF | Giacomo Bulgarelli  |  |

|  | 74' | Jaime Ramírez Banda |
|  | 88' | Jorge Toro          |

|  | 7'  | Giorgio Ferrini |
|  | 41' | Mario David     |

| Árbitro             | Ken Aston              |
| Árbitros asistentes | Fernando Buergo Elcuaz |
| Árbitros asistentes | Leo Goldstein          |

## Efectos
El partido fue rápidamente considerado uno de los más violentos en la historia de los mundiales de fútbol. El comentarista inglés David Coleman hizo la presentación de este partido cuando fue retransmitido en la televisión británica. Dicha introducción ha sido celebrada en Europa como una de las más recordadas de dicho locutor.

Buenas tardes. El juego que están por presenciar es la exhibición de fútbol más estúpida, espantosa, desagradable y vergonzosa, posiblemente, en la historia de este deporte.
David Coleman, 2 de junio de 1962

El árbitro Aston fue internacionalmente criticado por favorecer a los chilenos que fueron tratados de «caníbales» y subdesarrollados por la prensa itálica. Aston reconoció posteriormente que tuvo una mala actuación durante el partido, pero se excusó diciendo: «No estaba arbitrando un partido de fútbol, estaba actuando como un juez en un conflicto militar». Además, posteriormente aseguró que pensó en suspender el evento, pero temió que el público provocara un motín. Considerando la situación, la FIFA ordenó a sus árbitros que Chile no recibiera ningún tipo de favor por su localía y que aplicaran «mano dura» en los siguientes encuentros.
Tras el partido, Chile se clasificó para segunda ronda. Posteriormente, Alemania Occidental derrotó a los locales y eliminó a Italia de la competencia. En cuartos de final, Chile venció a la URSS 2:1, lo que llevó a que avanzaran a semifinales, donde caerían derrotados 4:2 por Brasil, que a la postre sería el campeón del certamen continental. Así, la nación austral obtuvo el tercer lugar en el campeonato, la mejor actuación en una competencia de este deporte en su historia.
Luego del Mundial, el chileno Leonel Sánchez fue tratado de fichar por el AC Milan de Italia. Entre las anécdotas de su corto paso como futbolista del equipo, Leonel comentó que se hicieron grandes amigos con el defensa Mario David.

## Cultura actual
- La serie chilena 62: Historia de un mundial en su capítulo 1 de la segunda temporada muestra la realización del partido.